# Irish Radio Transmitters Society
Die Irish Radio Transmitters Society (kurz: IRTS, deutsch „Irischer Funksenderverband“) ist die nationale Vereinigung der Funkamateure in Irland.
Gegründet wurde die Vereinigung im Jahr 1932 mit dem Zweck, die Praxis des Amateurfunks und die dazugehörige Erforschung der Hochfrequenztechnik zu fördern. Die Hauszeitschrift der IRTS heißt Echo Ireland. Sie erscheint monatlich und widmet sich den diversen Mitgliederaktivitäten, wie Amateurfunkwettbewerben, Aktionen wie SOTA und „DXpeditionen“, sowie den typischen Themen des Amateurfunks, wie Sende- und Empfangstechnik, Testberichte und Bauanleitungen zu Antennen.
Die IRTS ist Mitglied in der International Amateur Radio Union (IARU Region 1), der internationalen Vereinigung von Amateurfunkverbänden, und vertritt dort die Interessen der irischen Funkamateure.